# フィンバック橋
フィンバック橋 (フィンバックきょう) とは橋の構造形式の1つで、桁上の翼壁（フィンバック）の内部にPC鋼材を配置したケーブル構造をとる。フィンバックの原義は背びれのことである。

## 特徴
- 橋桁に働く曲げモーメントとせん断力に対して合理的に抵抗できるため、桁の高さを抑えることができる[1][2]。
- 通常の桁橋より長い50 - 80 m（メートル）の支間長で適する[2]。

また、この形式を採用した多くの事例でフィンバック部を曲線形状に成型することにより景観との調和が図られることを採用理由に挙げている。

## 事例
鉄道橋
- 鳴瀬川橋梁[3]（JR東日本仙石線）
- 姫川橋梁[4]（北陸新幹線 鉄道建設・運輸施設整備支援機構）
- 衣川橋梁[5]（JR東日本東北本線）
- 第一吉野川橋梁[6]（JR東日本奥羽本線）

道路橋
- 各務原大橋[1]（岐阜県各務原市）
- 久礼橋[7]（高知県道320号久礼須崎線 高知県）
- 第2湖口橋[8]（サロマ湖湖口歩道橋、北海道開発局）
- カムイ・ニセイ橋[9][注釈 1]（豊平峡ダム歩道橋、北海道開発局）
- 望景橋[10][注釈 2]（歩道橋、北海道森町）